# Батюшково (платформа)
Ба́тюшково — остановочный пункт Смоленского (Белорусского) направления Московской железной дороги в одноимённом посёлке Гагаринского района Смоленской области.
Первая платформа этого направления на территории Смоленской области (считая от Москвы). Расположена в 161 км от Москвы и в 257 км от Смоленска.

## Описание
Платформа находится в границах путевого поста «161 км» 5 класса, входящего в Смоленский центр организации работы железнодорожных станций ДЦС-6 Московской дирекции управления движением. Пост включает два стрелочных съезда между главными путями непосредственно по обеим сторонам от пассажирских платформ.
Состоит из двух прямых низких боковых платформ, соединённых настилом через пути. Остановочный пункт имеет станционное здание с билетными кассами (здание закрыто, кассы не функционируют). Не оборудован турникетами.
Имеется водонапорная башня (вероятно, использовалась для заправки водой паровозов).

## Движение
На остановочном пункте останавливаются все пригородные электропоезда, следующие из Вязьмы и Гагарина в Бородино или Можайск (и обратно). Кроме этого, с 7 марта 2024 года остановочный пункт посредством пригородных электропоездов Москва — Гагарин возобновил прямое пригородное сообщение с Москвой, прерванное 18 мая 2015 года по инициативе администрации Смоленской области в лице тогдашнего губернатора Алексея Островского.
Поезда дальнего следования через остановочный пункт следуют без остановок.